# Sonate K. 53
Pour les articles homonymes, voir K53.
La sonate K. 53 (F.11/L.261) en ré majeur est une œuvre pour clavier du compositeur italien Domenico Scarlatti.

## Présentation
La sonate K. 53 en ré majeur est notée Presto. Dans le manuscrit de Parme, elle forme une paire avec la sonate K. 258 qui doit la précéder. Le copiste précisant en haut de page qu'il faut jouer d'abord la sonate suivante qui est sa compagne (Andante), puis celle-ci, au mouvement rapide. Le catalogue Kirkpatrick, suivant Venise, n'a pas conservé ce couple. Il s'agit de la première indication explicite d'une volonté d'associer des sonates par paire.

## Manuscrits
Le manuscrit principal est le numéro 11 du volume XIV de Venise (1742), copié pour Maria Barbara et Parme VI 13 ; les autres sources manuscrites sont Münster III 69 et Vienne F 17.

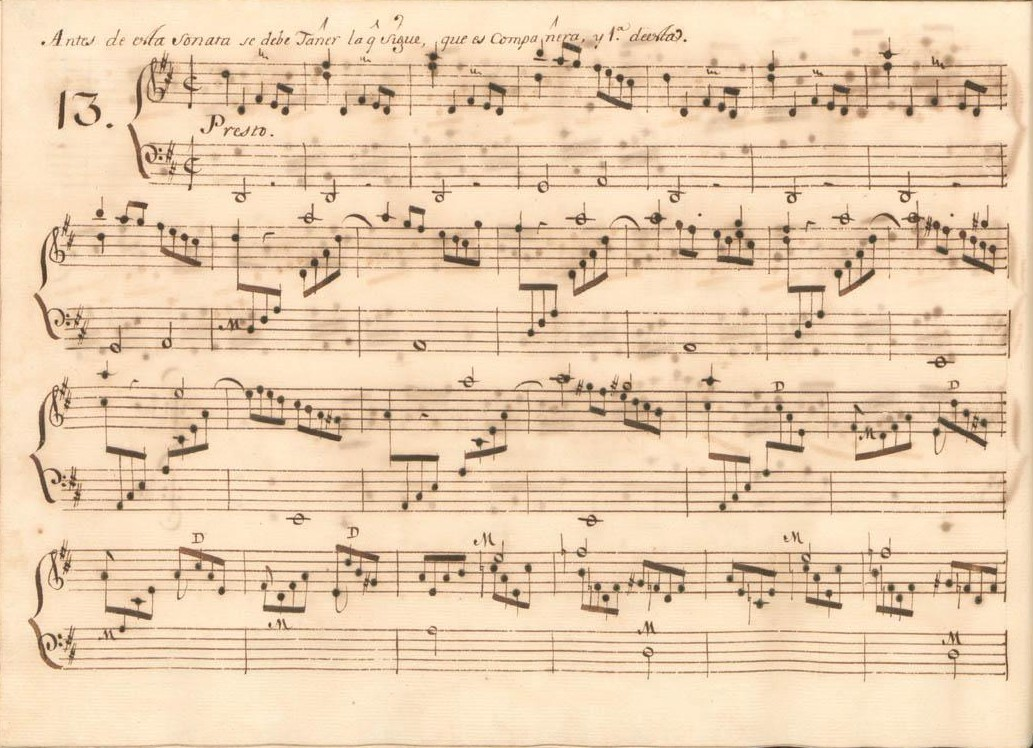
Parme VI 13.
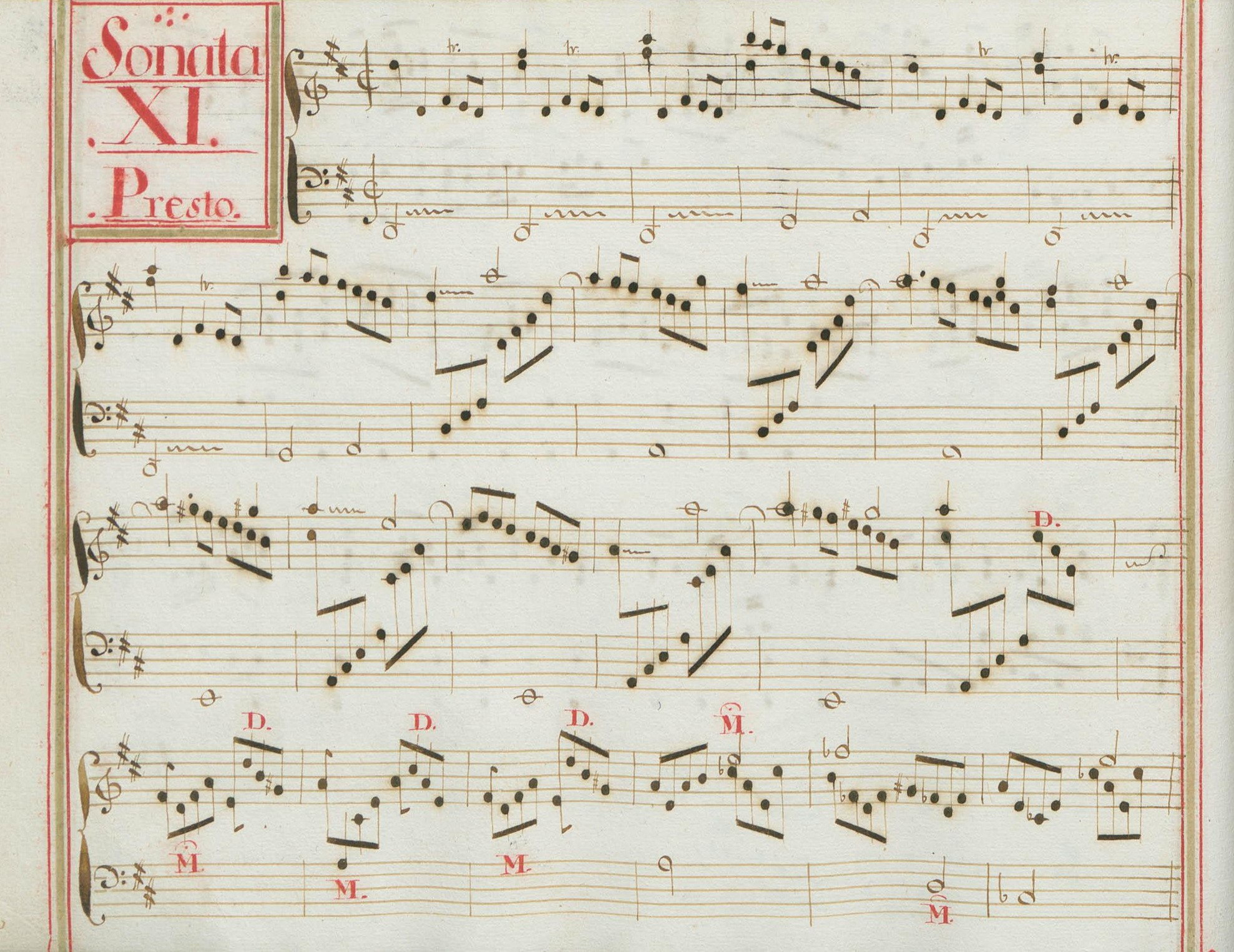
Venise XIV 11.
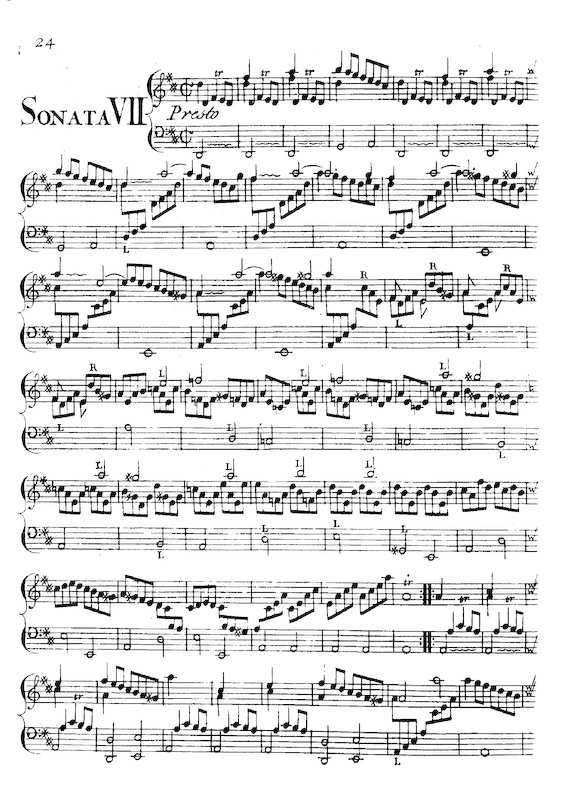
Édition Londres, 1752.

## Interprètes
La sonate K. 53, peu jouée, est défendue au piano par Carlo Grante (2012, Music & Arts, vol. 3) ; au clavecin par Scott Ross (Erato, 1985), Ottavio Dantone (1997, Stradivarius), Christophe Rousset (1997, Decca), Richard Lester (2005, Nimbus, vol. 6) et Cristiano Gaudio (2020, L'Encelade).

## Sources
: document utilisé comme source pour la rédaction de cet article.
- Ralph Kirkpatrick (trad. de l'anglais par Dennis Collins), Domenico Scarlatti, Paris, Lattès, coll. « Musique et Musiciens », 1982 (1re éd. 1953 (en)), 493 p. (ISBN 978-2-7096-0118-4, OCLC 954954205, BNF 34689181).
- Alain de Chambure, « Domenico Scarlatti : Intégrale des sonates — Scott Ross », p. 176, Erato (2564-62092-2), 1985 (OCLC 891183737) .